# Peter-Michael Kolbe
Peter-Michael Kolbe (Hamburgo, 2 de agosto de 1953-Lübeck, 8 de diciembre de 2023) fue un deportista alemán que compitió en remo.
Participó en tres Juegos Olímpicos de Verano, obteniendo tres medallas, plata en Montreal 1976, plata en Los Ángeles 1984 y plata en Seúl 1988, en la prueba de scull individual.
Ganó nueve medallas en el Campeonato Mundial de Remo entre los años 1974 y 1987, y una medalla de oro en el Campeonato Europeo de Remo de 1973.
Se retiró de la competición en 1988, después de disputar los Juegos de Seúl 1988. Posteriormente, trabajó hasta 1994 como director deportivo en la Federación Alemana de Remo.
En 1975 fue nombrado «Atleta alemán del año». En 1981 fue galardonado con el premio Silbernes Lorbeerblatt y en 2016 fue incorporado en el Salón de la Fama del Deporte Alemán.

## Palmarés internacional
| Juegos Olímpicos   | Juegos Olímpicos             | Juegos Olímpicos  | Juegos Olímpicos   |
| Año                | Lugar                        | Medalla           | Prueba             |
| ------------------ | ---------------------------- | ----------------- | ------------------ |
| 1976               | Montreal (Canadá)            | Medalla de plata  | Scull individual   |
| 1984               | Los Ángeles (Estados Unidos) | Medalla de plata  | Scull individual   |
| 1988               | Seúl (Corea del Sur)         | Medalla de plata  | Scull individual   |
| Campeonato Mundial |                              |                   |                    |
| Año                | Lugar                        | Medalla           | Prueba             |
| 1974               | Lucerna (Suiza)              | Medalla de bronce | Cuatro con timonel |
| 1975               | Nottingham (Reino Unido)     | Medalla de oro    | Scull individual   |
| 1978               | Cambridge (Nueva Zelanda)    | Medalla de oro    | Scull individual   |
| 1979               | Bled (Yugoslavia)            | Medalla de plata  | Scull individual   |
| 1981               | Múnich (RFA)                 | Medalla de oro    | Scull individual   |
| 1983               | Duisburgo (RFA)              | Medalla de oro    | Scull individual   |
| 1985               | Malinas (Bélgica)            | Medalla de bronce | Scull individual   |
| 1986               | Nottingham (Reino Unido)     | Medalla de oro    | Scull individual   |
| 1987               | Copenhague (Dinamarca)       | Medalla de plata  | Scull individual   |
| Campeonato Europeo |                              |                   |                    |
| Año                | Lugar                        | Medalla           | Prueba             |
| 1973               | Moscú (URSS)                 | Medalla de oro    | Scull individual   |